# シエラレオネと中国の関係
シエラレオネと中国の関係は、シエラレオネと中国の外交関係を指す。中華人民共和国とシエラレオネ共和国は、1971年7月29日に国交を樹立した。中国はフリータウンに大使館を、シエラレオネは北京に大使館を置いている。

## 経済的つながり
シエラレオネと中国の経済関係はおおむね良好である。

## 人権
2020年6月、シエラレオネは国連で香港国家安全維持法を支持した53カ国の1つだった。

## 歴史
1961年4月にシエラレオネが独立した際、当時中華人民共和国の首相だった周恩来と外務大臣だった陳毅がそれぞれ祝電を送った。1946年、シエラレオネは台湾（中華民国）と国交を樹立し、アフリカ英語圏の国として初めて中華民国と国交を結んだ国になった。その後、中華人民共和国はシエラレオネと経済援助を約束する協定を締結し、1971年4月にシエラレオネは中華人民共和国と国交を樹立した。その後、中華民国との国交を断絶した。これにより中華民国が派遣した農業チームはその地域から撤退した。
2014年に西アフリカ一帯でエボラ出血熱が大流行した際、中華人民共和国は多数の専門家を派遣し、シエラレオネ国内に多数のエボラウイルス検査のための診療所などを設置し、地元住民に健康教育を行った。

## 中国のシエラレオネへの開発融資
2000 年から 2011 年にかけて、シエラレオネでは約 37 件の中国政府開発金融プロジェクトがさまざまなメディア報道を通じて確認されている。 これらのプロジェクトは、2,200万ドルの債務軽減から、高速道路修復プロジェクトやシャーロット水力発電プロジェクトの建設支援、シエラテルのCDMAプロジェクトを支援するための1,660万米ドルの譲許的融資まで多岐にわたる。 シエラレオネには中国が資金提供した友好病院があり、「中国・シエラレオネ友好病院」と呼ばれている。

## 文化関係
シエラレオネ大学には孔子学院がある。